# Dolmen von Las Apostados
Der Dolmen von Las Apostados (auch Dolmen von Camp del Prat genannt) liegt auf dem Camp del Prat, 500 m nördlich von Trilla im Norden des Département Pyrénées-Orientales in Frankreich. Dolmen ist in Frankreich der Oberbegriff für neolithische Megalithanlagen aller Art (siehe: Französische Nomenklatur). 
Der Ortsname Las Apostados erscheint 1812 im napoleonischen Kataster von Trilla. Er bezieht sich auf übereinanderliegende Steine. Der erste Autor, der den Dolmen erwähnt, ist André Vigo im Jahr 1961.

## Beschreibung
Die Architektur ist typisch für das 4. oder 3. Jahrtausend v. Chr. in den östlichen Pyrenäen entweder für das südliche Mittelneolithikum oder die Glockenbecherkultur der Kupferzeit. Die Dolmen der Pyrénées-Orientales befinden sich in den hügeligen oder bergigen Bereichen des Departements, normalerweise auf einem Pass, einem Grat oder einer Höhe. Der Dolmen könnte der Rest eines Gangdolmens oder ein Dolmen simple sein. Er ist breiter als lang, was für Dolmen selten ist (2,45 m breit und 1,5 m lang). Die Platten wurden verändert und durch eine Steinmauer ergänzt, die vermutlich als Schutz diente.

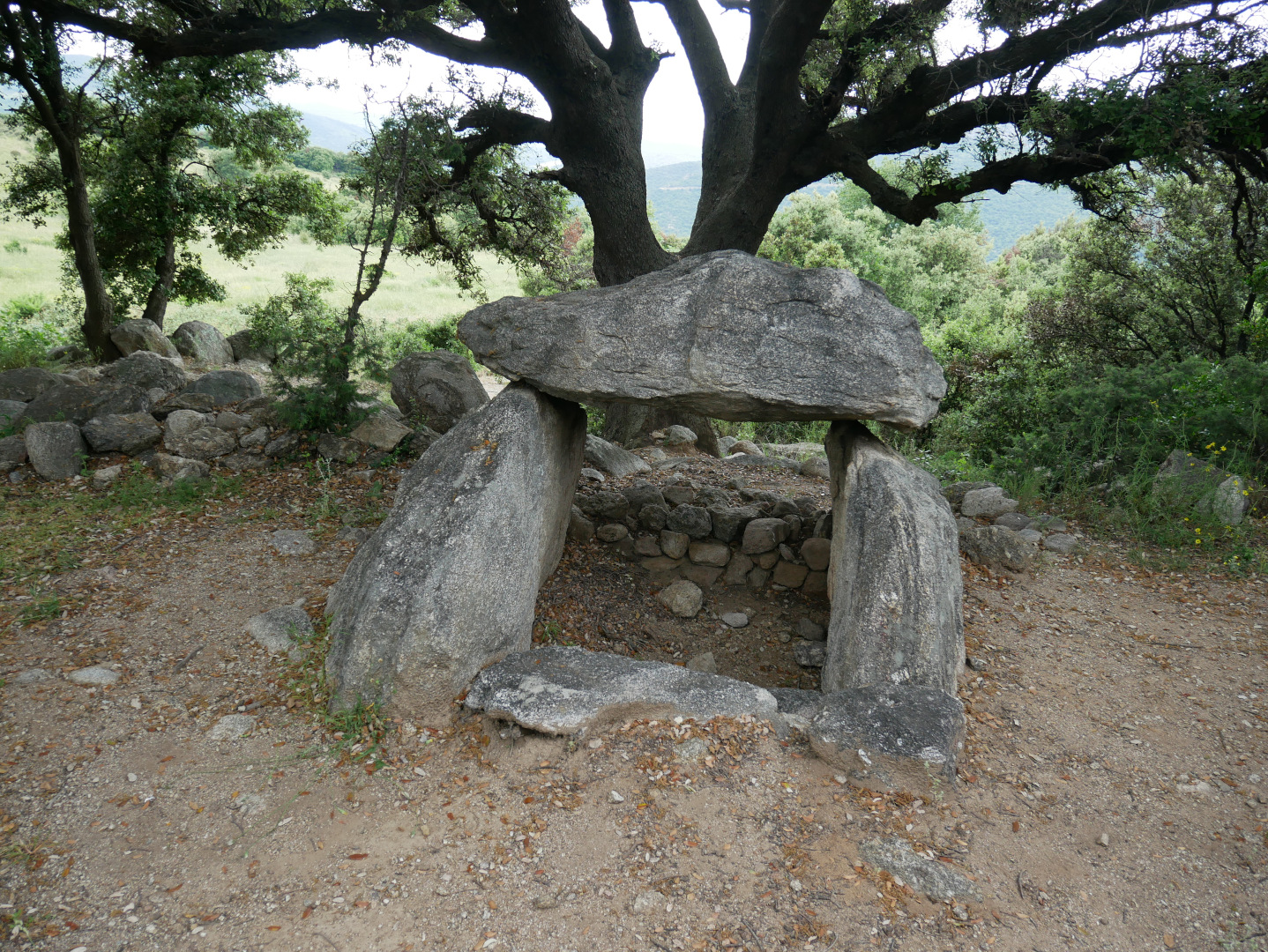
Dolmen von Las Colombinos

Die Reste des Las-Apostados-Dolmens werden von der 30 cm dicken Deckenplatte bedeckt, die von zwei seitlichen Platten und einer Steinwand gebildet werden. Eine Besonderheit des Dolmens besteht darin, nach Westen offen zu sein, während die Mehrzahl der Dolmen in der Region nach Osten und Südosten öffnet. Die vertikalen Tragsteine sind flache Platten. Die Bodenplatte ist verschwunden und durch eine Ansammlung von Steinen ersetzt, die einen Teil einer Wand bilden. Ein größerer Stein kann ein Rest des ursprünglichen Bodens sein.
Vom Tumulus ist, außer ein paar Steine in einem Steinhaufen westlich des Dolmens, nichts übrig. Die Anordnung der Steine und das Vorhandensein einer Verschlussplatte westlich des Dolmens könnte auf einen einfachen Dolmen (ohne Gang) vom Typ « chambre pyrénéenne » weisen. Es ist jedoch auch möglich, dass die Verschlussplatte nicht original ist und dass die Anlage ein Dolmen ist, dessen Gang verschwunden ist.
Der Dolmenpfad in der Region Fenouillèdes führt zum Dolmen de los Apostados und seinem weniger als einen Kilometer entfernten Nachbarn, dem Dolmen von Las Colombinos.
In der Nähe liegen der Caouno del Moro, der Roc de l’Arca und der Dolmen de la Rouyre. 

## Datierung
Die Dolmen der Pyrénées-Orientales sind Teil eines mediterranen Bogens, der von der Provence bis Katalonien und vom Neolithikum bis zur Bronzezeit reicht. Der Zustand des Las-Apostados-Dolmens und das Fehlen archäologischer Funde erlauben es nicht, ihn zu datieren. 